# ۷۰۵ (قمری)
۷۰۵ (قمری)، هفتصد و پنجمین سال در گاهشماری هجری قمری است. اول محرم این سال برابر با اول اوت سال ۱۳۰۵ میلادی است.

## وابسته
- علامه حلی